# Lehengegend

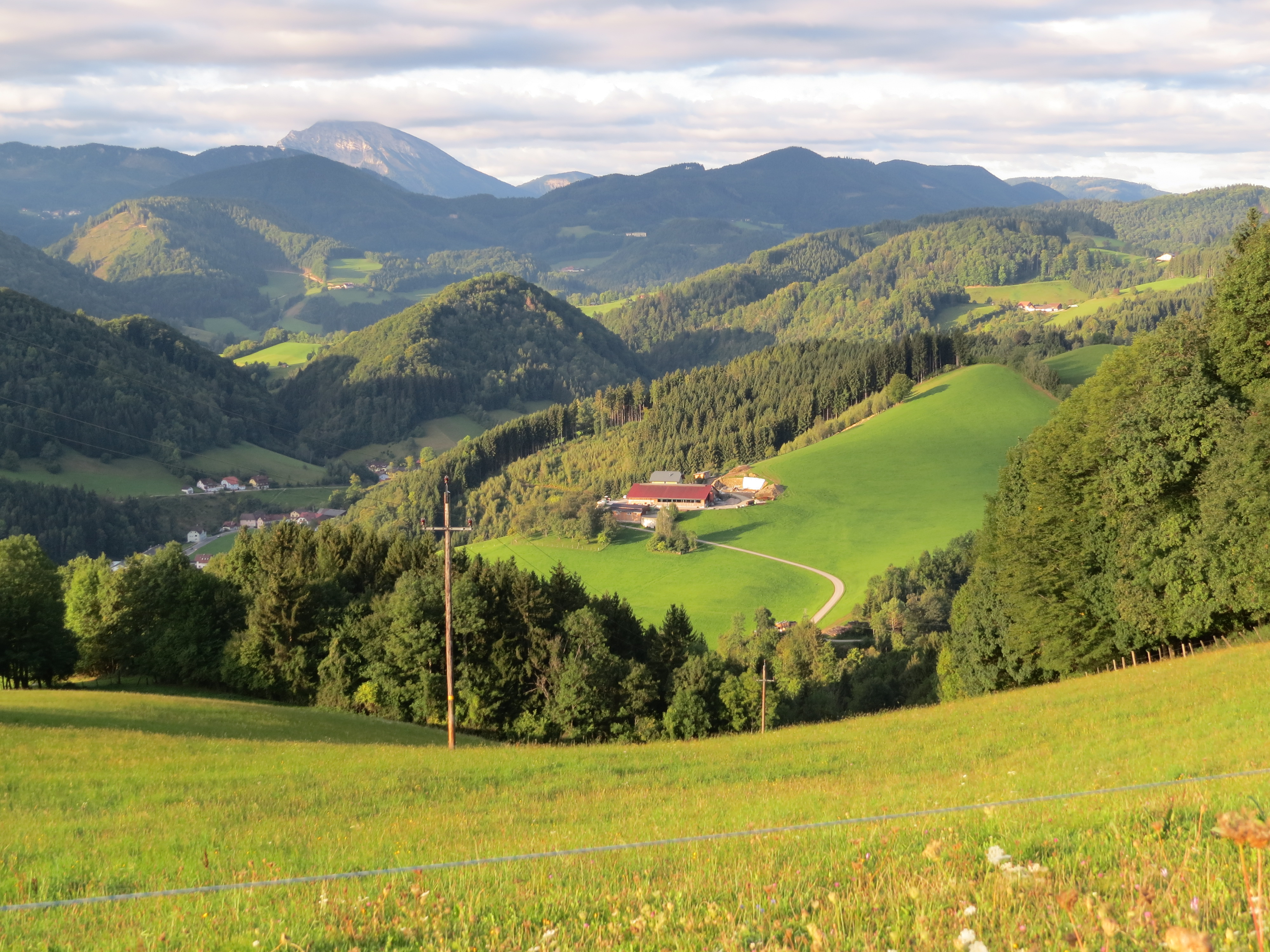
Blick von der Lehengegend am Frankenfelsberg Richtung Südwesten zum Ötscher. In Bildmitte befindet sich das landwirtschaftliche Objekt Kirchbichl in der Lehengegend (2017).

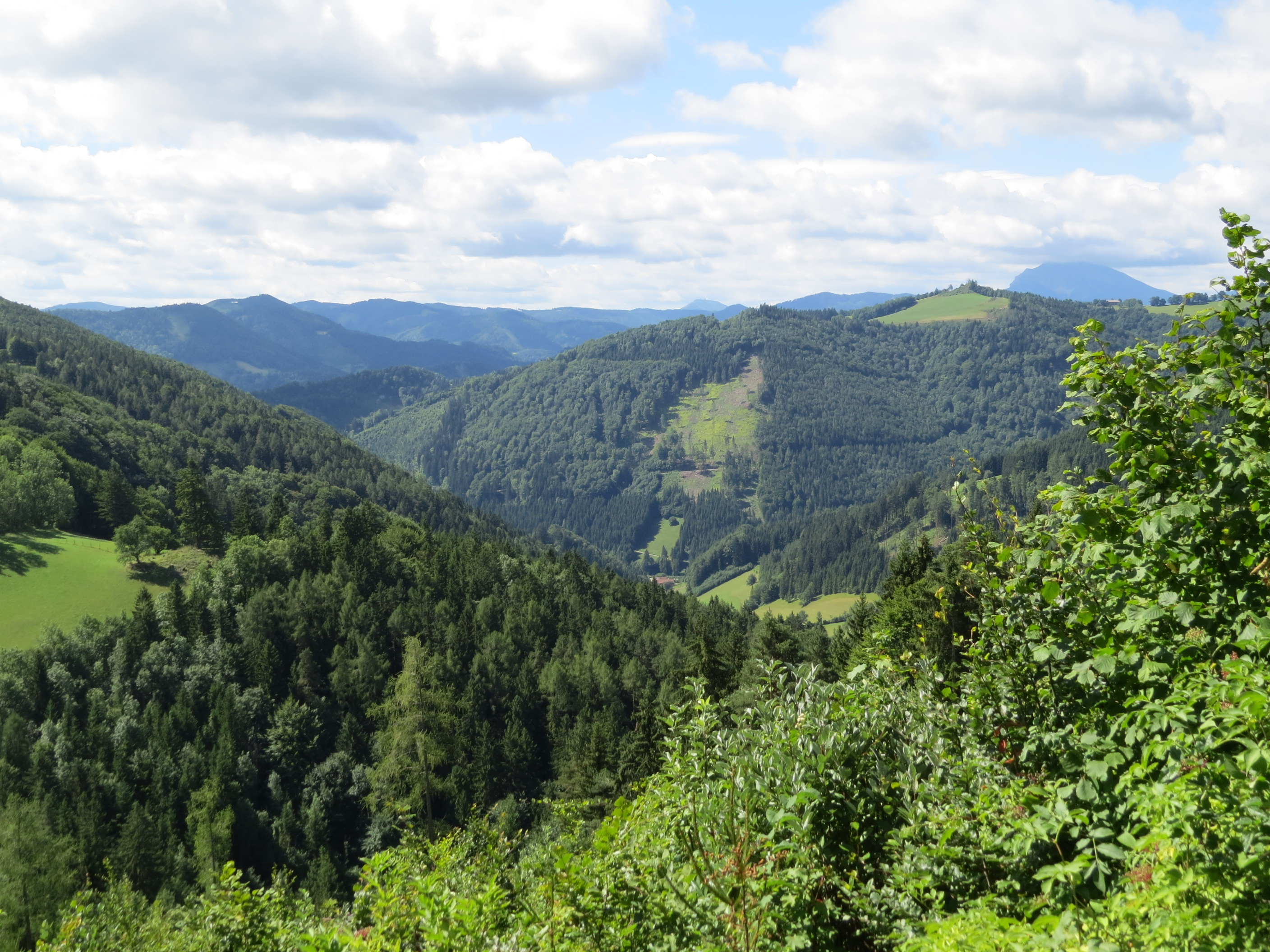
Blick vom Haltgraben in der Nähe der Grenze von Frankenfels und Texingtal Richtung Süden zum Frankenfelsberg. Vor dem Ötscher rechts hinten ist das Gehöft Rottenstein in der Lehengegend zu sehen (2017).

Lehengegend ist ein Ort der Gemeinde Frankenfels im Bezirk St. Pölten-Land in Niederösterreich. 
Die größten Teile der Lehengegend befinden sich am Frankenfelsberg nördlich von Frankenfels. Die ehemalige Ortschaft besteht aus den Ortslagen Bruck, Graben, Großbernreith, Kleinbernreith, Kogel, Lehen, Ober-Grub, Reith, Rottenstein, Schallenöd und Schrambach. 2013 wurde von den Naturfreunden Frankenfels ein Gipfelkreuz am Frankenfelsberg errichtet, welches sich am höchsten Punkt der Lehengegend befindet. Nördlich der Lehengegend grenzt das Weißenbachtal mit der Weißenburggegend, der Tiefgrabenrotte und der Wiesrotte.